# إليزابيث إرليك
إليزابيث إرليك (بالإنجليزية: Elizabeth Ehrlich)‏ (12 أكتوبر 1954)؛ كاتِبة وروائية أمريكية.